# Jean Maillard (homme politique)
Pour les articles homonymes, voir Jean Maillard et Maillard.
Jean Maillard, né le 15 avril 1879 à Paris et mort le 19 mai 1927 à Pavilly, est un industriel et homme politique français.

## Biographie
Fils de Marcel Maillard, avocat à la cour d'appel de Paris, et de Marie Brière de L'Isle, et petit-fils de l'historien et maire d'Ancenis Émilien Maillard (1818-1900), Jean Maillard suit sa scolarité aux lycées Condorcet et Henri-IV, avant d'obtenir sa licence ès lettres. En 1899, il est domicilié 51 rue Jeanne-d'Arc à Rouen.
Installé comme industriel dans la Seine-Inférieure, créant une entreprise filature de coton, de textile et de métallurgie à Pavilly. Il devient administrateur de la caisse du Crédit agricole, des mutuelles agricoles locales et de La Dépêche de Rouen et de Normandie. 
Il épouse Simone Blanchard, petite-fille d'Auguste III Blanchard.
Président de la commission administrative de l'hospice et du bureau de bienfaisance de Pavilly, ainsi que de la société d'habitations à bon marché, suppléant du juge de paix du canton de Pavilly, il est maire de la commune de Pavilly, conseiller d'arrondissement et conseiller général du canton de Pavilly. Il est élu député de Seine-Inférieure le 16 novembre 1919, y siégeant jusqu'au 31 mai 1924.
Il est membre de plusieurs sociétés savantes, dont la Société centrale d'agriculture de Seine-Maritime.
Il meurt prématurément à 48 ans à son domicile, au no 7 rue de Barentin à Pavilly. Ses obsèques sont célébrées dans l'église Notre-Dame de Pavilly et il est inhumé au cimetière de Pavilly.

## Mandats
- Maire de Pavilly : 1908-1927
- Conseiller d'arrondissement : 1912-1922
- Conseiller général de la Seine-Inférieure : 1922-1927
- Député de la Seine-Inférieure : 1919-1924

## Hommages
- Rue Jean-Maillard, à Pavilly
- École Jean-Maillard, à Pavilly